# Обердорф (Нидвальден)
Обердорф (нем. Oberdorf NW) — коммуна в Швейцарии, в кантоне Нидвальден. 
Население составляет 3086 человек (на 31 декабря 2006 года). Официальный код  —  1508.